# Monellan Castle
Monellan Castle (irisch Caisleán Mhaigh Nialláin) war ein großes, mit Zinnen versehenes Landhaus im Dorf Killygordon im irischen County Donegal. Es wurde im 18. Jahrhundert für die Familie Delap, eine irische Familie mit schottischen Wurzeln, errichtet. Die Familie hatte das Anwesen Ende der 1700er-Jahre erworben. Den Delaps gehörten auch Ländereien in Buckinghamshire.
In den 1930er-Jahren kaufte die Irish Land Commission Landhaus und Anwesen. Sie verteilten das Land an örtliche Pächter, wie es der damaligen Politik entsprach. Dann wurde das Landhaus mit Hilfe der irischen Regierung abgerissen.